# Zevenentwintigste amendement van de Grondwet van de Verenigde Staten
Amendement XXVII van de Grondwet van de Verenigde Staten is het meest recente amendement dat aan de grondwet werd toegevoegd. Het amendement werd al in 1789 aan de staten voorgelegd, maar pas in 1992 opgenomen in de grondwet.  Het amendement verbiedt om een verandering in salaris voor leden van het Congres door te voeren voordat er verkiezingen zijn gehouden. De tekst luidt als volgt:
Geen wet, die van invloed is op de variatie van de vergoeding voor de diensten van de senatoren en de Afgevaardigden, wordt van kracht, voordat een verkiezing van Afgevaardigden zal zijn gehouden.

## Achtergrond
Het amendement werd voorgesteld om te voorkomen dat het Congres over zijn eigen salaris zou oordelen, een potentiële vorm van belangenverstrengeling. De staat North Carolina stelde in 1788 voor om de passage toe te voegen aan de grondwet. De staten New York en Virginia stelden zich bij de ratificatie van de grondwet op eenzelfde standpunt. Afgevaardigde James Madison presenteerde in 1789 twaalf nieuwe amendementen als toevoeging op de grondwet. Tien daarvan werden aangenomen en zouden samen de Bill of Rights vormen.
Het amendement dat handelde over de vaststelling van de beloning van Congresleden werd tussen 1789 en 1791 maar door zes staten aangenomen, te weten Maryland, North Carolina, South Carolina, Delaware, Vermont en Virginia, terwijl destijds tien staten vereist waren. Driekwart van de staten moet namelijk een amendement ratificeren voordat het amendement van kracht wordt. In 1873 ratificeerde de wetgevende vergadering van Ohio het amendement uit protest tegen een wet waarbij de Congresleden met terugwerkende kracht een salarisverhoging kregen.
Het Amerikaanse Hooggerechtshof oordeelde in de zaak Coleman v. Miller in 1939 dat staten een grondwettelijk amendement op elk moment mogen ratificeren wanneer daar geen einddatum voor is gesteld. In 1978 ratificeerde de staat Wyoming het amendement nog, maar dit was grotendeels vergeten totdat Gregory Watson, een student aan de University of Texas at Austin daar in 1982 aandacht aan besteedde in een opstel. Hij begon een brievenactie aan de wetgevende vergaderingen van de verschillende staten om het amendement geratificeerd te krijgen. De eerste staat die dat vervolgens deed was Maine in 1982, gevolgd door Colorado in 1984. Michigan was op 7 mei 1992 de 38e staat die het amendement ratificeerde. Daarmee had driekwart van de staten het amendement goedgekeurd en werd het opgenomen in de grondwet. Later bleek dat de staat Kentucky het amendement al in 1792 had geratificeerd.

## Ratificatie
Het Congres legde het amendement op 25 september 1789 voor ter ratificatie aan de staten. Driekwart van de staten moest het amendement bevestigen, voordat het in de grondwet zou worden opgenomen.
1. Maryland (19 december 1789)
2. North Carolina (22 december 1789)
3. South Carolina (19 januari 1790)
4. Delaware (28 januari 1790)
5. Vermont (3 november 1791)
6. Virginia (15 december 1791)
7. Kentucky (27 juni 1792)[3]
8. Ohio (6 mei 1873)
9. Wyoming (6 maart 1978)
10. Maine (27 april 1983)
11. Colorado (22 april 1984)
12. South Dakota (21 februari 1985)
13. New Hampshire (7 maart 1985)
14. Arizona (3 april 1985)
15. Tennessee (28 mei 1985)
16. Oklahoma (1 juli 1985)
17. New Mexico (14 februari 1986)
18. Indiana (24 februari 1986)
19. Utah (25 februari 1986)
20. Arkansas (13 maart 1987)
21. Montana (17 maart 1987)
22. Connecticut (13 mei 1987)
23. Wisconsin (15 juli 1987)
24. Georgia (2 februari 1988)
25. West Virginia (10 maart 1988)
26. Louisiana (7 juli 1988)
27. Iowa (9 februari 1989)
28. Idaho (23 maart 1989)
29. Nevada (26 april 1989)
30. Alaska (6 mei 1989)
31. Oregon (19 mei 1989)
32. Minnesota (22 mei 1989)
33. Texas (25 mei 1989)
34. Kansas (5 april 1990)
35. Florida (31 mei 1990)
36. North Dakota (25 maart 1991)
37. Missouri (5 mei 1992)
38. Alabama (5 mei 1992)
39. Michigan (7 mei 1992)
40. New Jersey (7 mei 1992)
41. Illinois (12 mei 1992)
42. Californië (26 juni 1992)
43. Rhode Island (10 juni 1993)
44. Hawaï (29 april 1994)
45. Washington (6 april 1995)
46. Nebraska (1 april 2016)